# ميلان كرافت
ميلان كرافت (بالتشيكية: Milan Kraft)‏ هو لاعب هوكي الجليد تشيكي، ولد في 7 يناير 1980 في بلزن في التشيك.

## وصلات خارجية
- ميلان كرافت على موقع دوري الهوكي الوطني (الإنجليزية)
- ميلان كرافت على موقع EliteProspects.com (الإنجليزية)
- ميلان كرافت على موقع Eurohockey.com (الإنجليزية)
- ميلان كرافت على موقع HockeyDB.com (الإنجليزية)
- ميلان كرافت على موقع Hockey-Reference.com (الإنجليزية)